# Marie Tayau
Marie Tayau (Pau, 12 giugno 1855 – Parigi, agosto 1892) è stata una violinista e insegnante francese.

## Biografia
Marie (Augustine Anne) Tayau nacque a Pau, nel sud della Francia, ma trascorse la maggior parte della sua infanzia a La Rochelle. Sua madre era insegnante di musica, e suo padre era tenore e violinista d’orchestra. Fu probabilmente suo padre Henri il primo maestro e lei mostrò un talento eccezionale fin dall'inizio. All'età di dieci anni si esibì per la prima volta in pubblico a La Rochelle e due anni dopo, nel 1867, intraprese gli studi con Jean-Delphin Alard al Conservatorio di Parigi sino al conclusivo Premier Prix.   
Nell'aprile del 1869, a soli 13 anni, Tayau tenne un concerto da solista a Parigi; poi si esibì a Bad Ems, La Rochelle e Londra (estate 1870). Tuttavia dall'autunno del 1870 alla fine del 1874 diradò le sue apparizioni pubbliche, probabilmente per perfezionare i suoi studi. La carriera della Tayau riprese solo nel 1875, apparve come solista in diversi concerti a Parigi, tra cui i Concerts populaires diretti da Jules Pasdeloup, e suonò in luoghi prestigiosi come la Salle Érard, il Théâtre du Châtelet, il Cirque d'Hiver e il Cirque des Champs-Elysées. Poco dopo suonò a Bruxelles, Liegi, L'Aja, Aquisgrana, Anversa, Verviers, Bruxelles e in molte altre città europee.
Verso la fine del 1875 Tayau fondò il Quatuor Sainte-Cécile, un quartetto d'archi femminile aperto a collaborazioni esterne. Nel corso degli anni diede numerosi concerti non solo nella formazione tradizionale ma anche in trio e quintetto con pianoforte, dato che numerose pianiste accolsero con favore l'opportunità di suonare con l'ensemble della Tayau. Il gruppo presentò diverse prime esecuzioni. 
Marie Tayau fu una sostenitrice delle opere delle giovani generazioni di compositori, tra cui Louise Héritte-Viardot (1841-1918). Il compositore francese Benjamin Godard scrisse per lei il Concerto romantique op. 35, che la Tayau presentò a Parigi il 12 dicembre 1876 in uno dei Concerts populaires di Pasdeloup. Nel 1877 la Tayau presentò, in prima esecuzione, la Sonata n. 4 per violino e pianoforte op. 12 di Godard. Marie Tayau diede anche la prima esecuzione della Sonata n. 1 op. 13 di Gabriel Fauré alla Salle Pleyel il 27 gennaio 1877 accompagnata dal compositore al pianoforte. 
Insieme al suo secondo ensemble, il Quatuor moderne, Tayau eseguì il 15 gennaio 1880 la prima assoluta del Quartetto n. 3 di Čajkovskij. 
In un recital, che si tenne nella Salle Érard di Parigi il 14 gennaio 1886 Tayau suonò esclusivamente opere di Čajkovskij. Tra il 1886 e il 1889 fu in contatto epistolare con Čajkovskij ma poche delle loro lettere sono sopravvissute. 
Dal 1886 circa Marie Tayau diradò i concerti pubblici per potersi concentrare sull’insegnamento all'École Normale de Musique. Mancò alla fine di agosto 1892, a soli 37 anni.